# 旅籠屋「清明屋」
旅籠屋「清明屋」（はたごや せいめいや）は、愛知県豊橋市二川町中町にある建築物。
豊橋市指定有形文化財（建造物）に指定されている。
江戸時代後期から明治時代初期まで旅籠を営んでいた倉橋家の遺構である。江戸時代後期のこの地域の典型的な旅籠屋の外観を有しているとされる。二川宿本陣、1991年（平成3年）竣工の資料館、商家「駒屋」（別地点）とともに豊橋市二川宿本陣資料館を構成する施設である。二川宿は本陣・旅籠屋・商家の3施設が現存しており、これらを揃って見学できる日本で唯一の宿場町である。

## 歴史

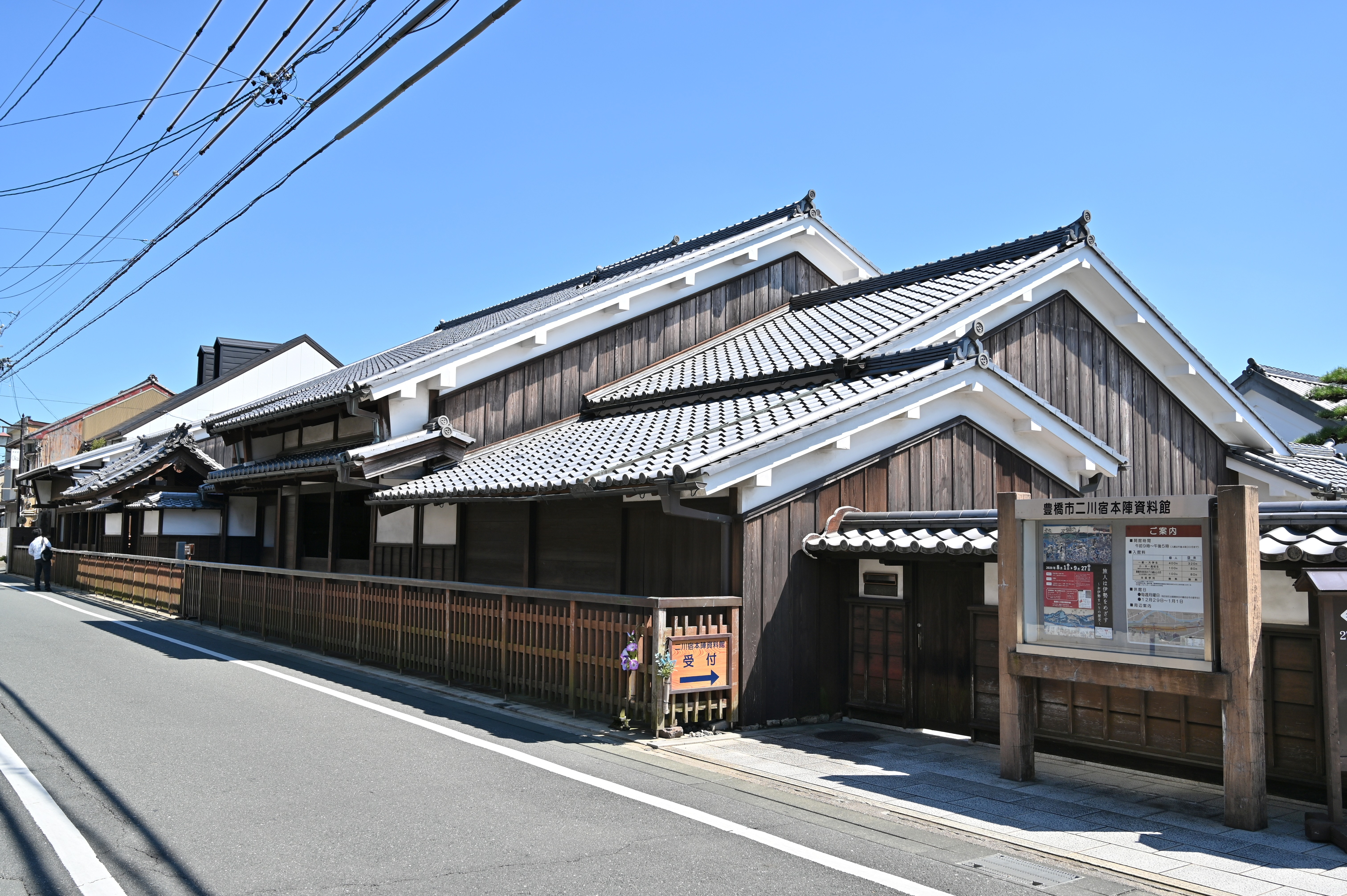
本陣（中央）と清明屋（左端）

### 旅籠時代
東海道の宿場町である二川宿で営業していた旅籠である。二川宿には約30軒の旅籠があったとされ、本陣があって宿場の中心とされる二川中町に大半が集中していた。
文化14年（1817年）に倉橋家の主屋が建てられ、江戸時代後期に清明屋が旅籠として営業を開始した。大名行列が本陣に宿泊する際には家老らの上級武士の宿泊地にもなった。

### 商家時代
明治時代以降には呉服などを扱う商家となり、戦後には薬局を経営していた。
1983年度（昭和58年度）には豊橋市が二川地区の町並み調査を実施し、貴重な旅籠屋の遺構であることが明らかとなった。

### 改修復原工事

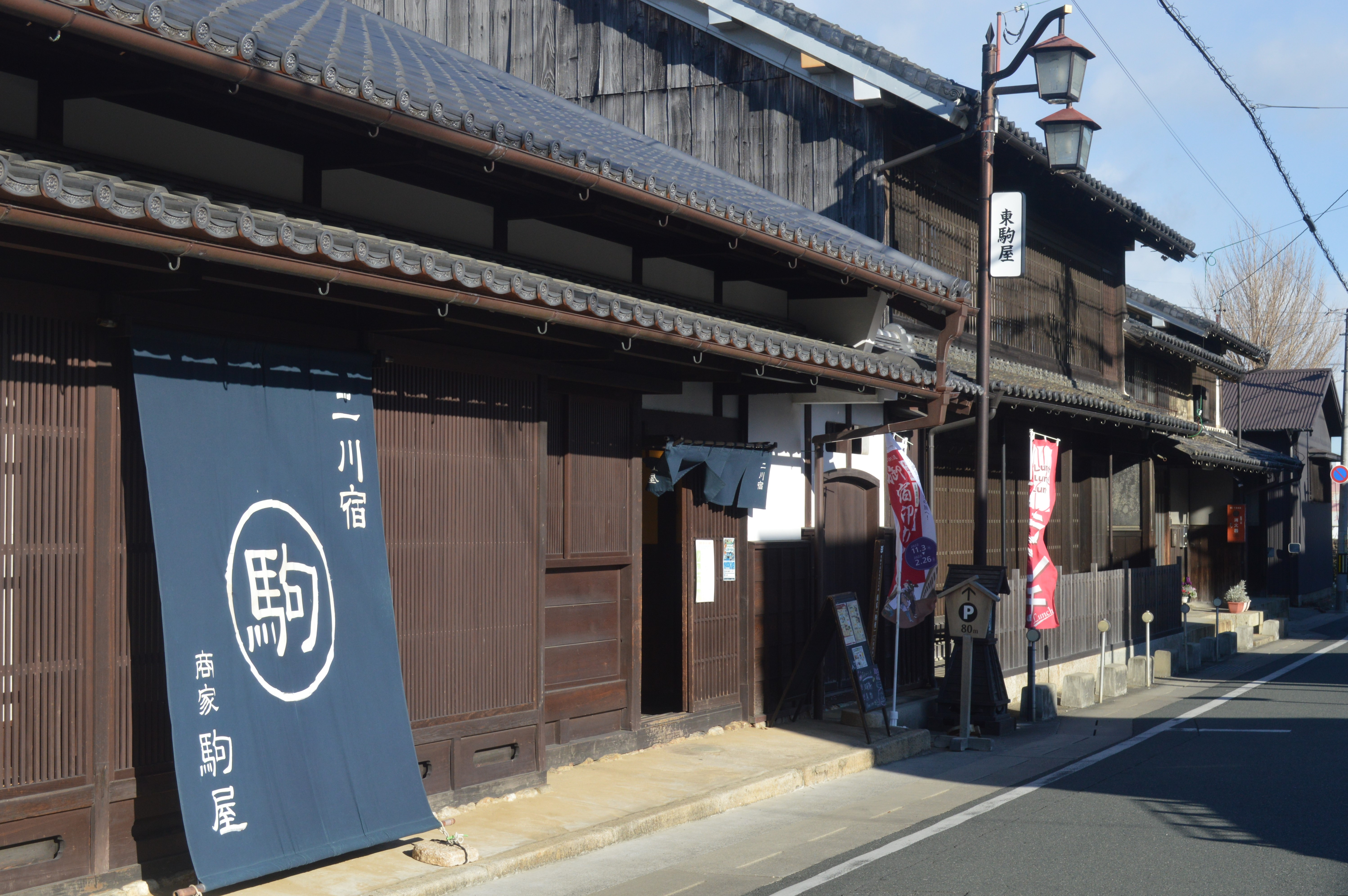
商家「駒屋」

2000年（平成12年）には豊橋市は倉橋家がある土地を購入し、倉橋家から豊橋市に建物が寄贈された。
2000年度（平成12年度）には建物基本調査や復原計画図面の作成を行い、2001年（平成13年）2月5日には豊橋市指定有形文化財に指定された。2001年度（平成13年度）には改修復原工事の実施設計を、2002年度（平成14年度）には解体工事を行い、2003年度（平成15年度）と2004年度（平成16年度）には改修復原工事を行った。
この改修復原工事によって主屋・繋ぎの間・奥座敷などが江戸時代の姿に復原されている。主屋の建築年が文化14年（1817年）であると判明したのもこの時である。なお、すでに取り壊されていた土蔵と裏座敷は新築復原されている。

### 一般公開
2005年（平成17年）4月29日に二川宿本陣資料館がリニューアルオープンし、旅籠「清明屋」の一般公開が開始された。本陣と旅籠屋を揃って見学できる施設は全国初だった。2015年（平成27年）11月に別地点の商家「駒屋」が開館したことで、二川宿は本陣・旅籠屋・商家の建物を揃って見学できる全国唯一の宿場町となった。2023年（令和5年）3月16日には豊橋市景観重要建造物に指定された。

## 施設

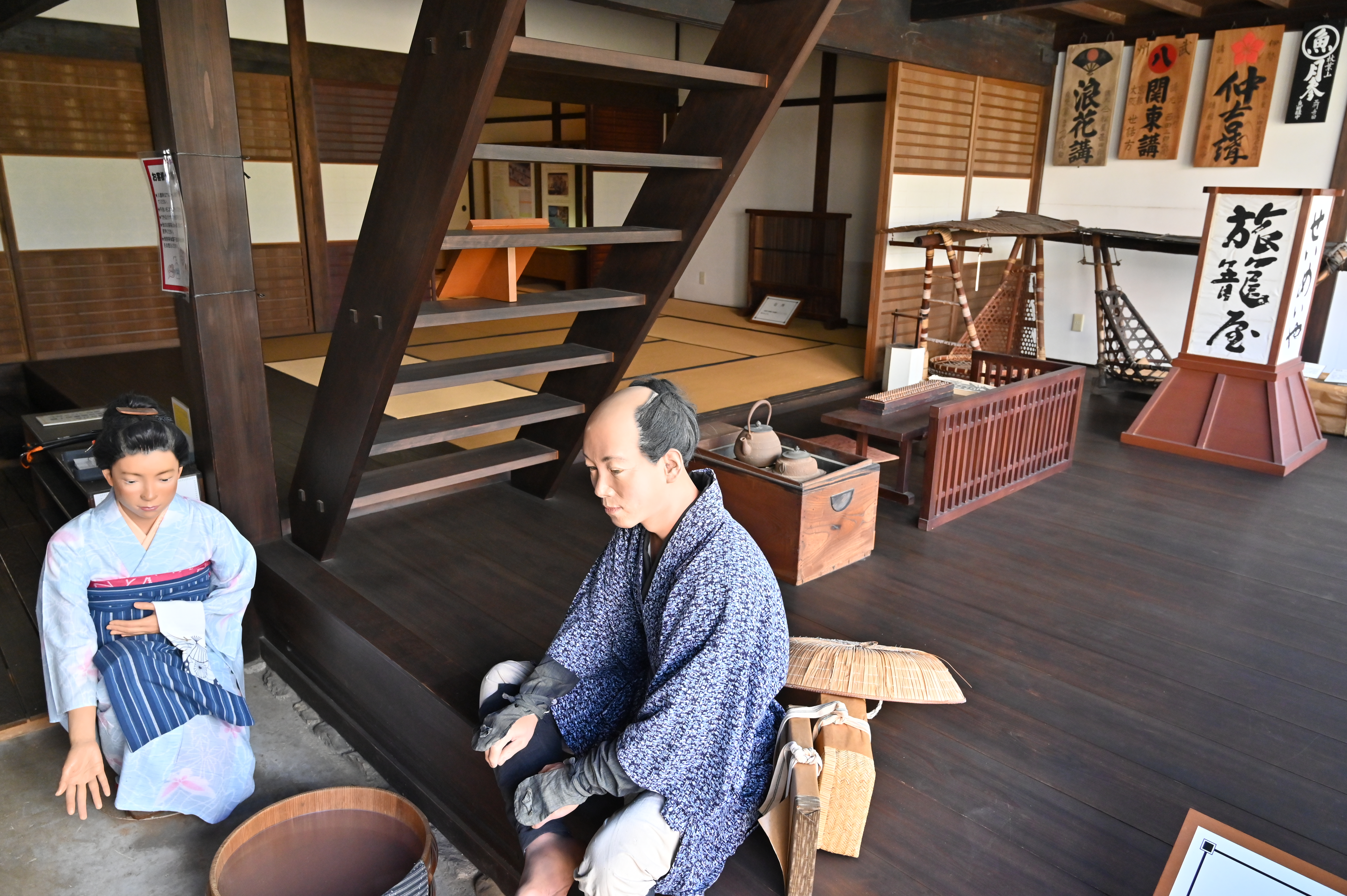
ミセの間

西隣には二川宿本陣があり、揃って豊橋市二川宿本陣資料館の展示施設となっている。
- ミセの間
- 小ミセ
- 台所
- 奥の間
- 繋ぎ次の間
- 繋ぎの間
- 奥次の間

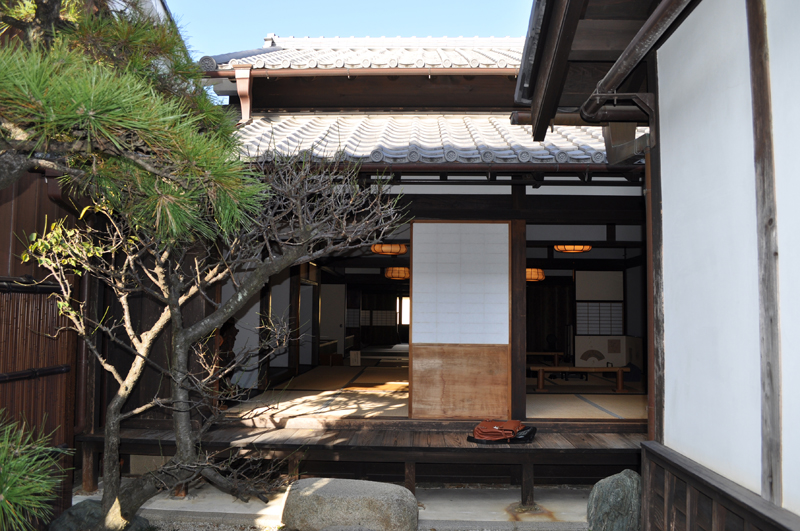
奥座敷
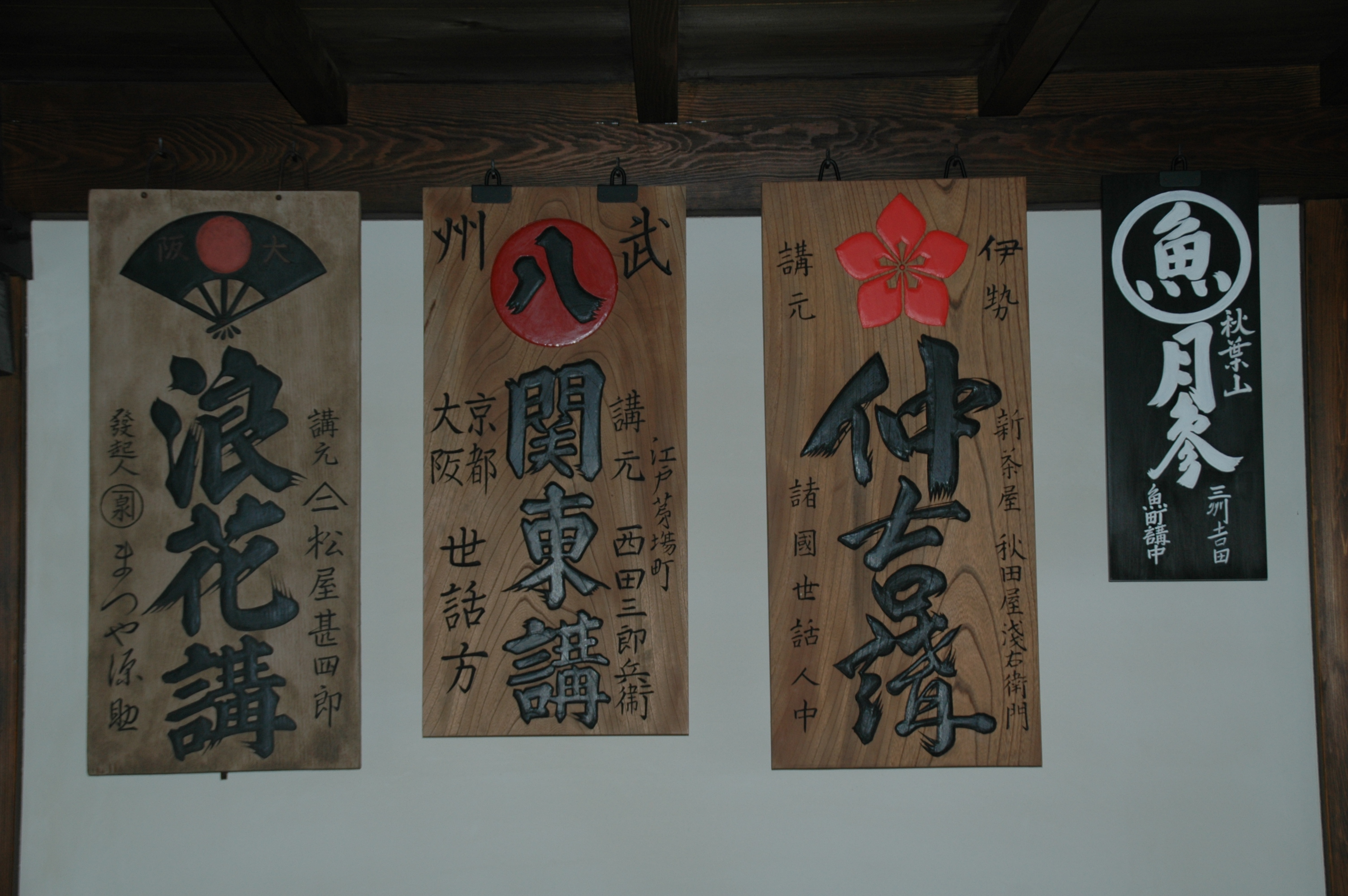
講札

- ミセニワ
- ウチニワ

- 庭と奥座敷
- 講札